# Museo di arti applicate di Belgrado
Il museo di arti applicate di Belgrado (in serbo cirillico: Музеј примењене уметности), (serbo latino: Muzej primenjene umetnosti) è un museo di arti decorative situato a Belgrado, capitale della Serbia.
Il museo ospita circa 32000 opere che riflettono l'evoluzione delle arti decorative per oltre 2400 anni. Gli oggetti museali più antiche appartengono alla collezione numismatica (moneta della Grecia antica) risalenti al IV secolo a.C.

## Storia e descrizione
L'attuale museo di arti applicate è ospitato nell'ex palazzo Celebonovic, costruito tra il 1927 e il 1929 in uno stile accademico dagli architetti Stevan Belić per il progetto globale, Nikola Krasnov per la facciata e Neregar per la decorazione d'interni; l'edificio è costituito da un piano terra e due piani. Dopo la seconda guerra mondiale fu occupata dal Ministero serbo della Costruzione.
L'attuale museo è stato creato nel 1950, in particolare da un fondo di diversi oggetti artisticamente lavorati appartenenti al pittore e grafico Ljuba Ivanović.

## Collezioni
Il museo è articolato in sette sezioni: metallo e gioielli, tessuti e costumi, mobili, fotografia e arte grafica, ceramica, vetro e porcellana, arti decorative contemporanee e architettura, urbanistica e design architettonica.
Il museo di arti applicate di Belgrado è uno dei partner che contribuiscono al progetto di biblioteca digitale Europeana Fashion che a partire dal marzo 2015 sara accessibile in linea.